# Fixpunkt (matematik)

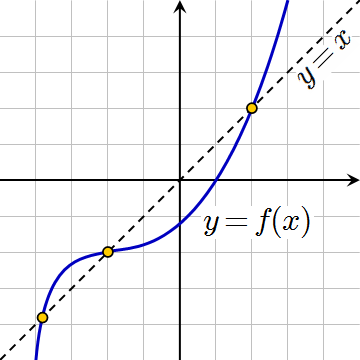
En funktion med tre (synliga) fixpunkter.

Inom matematiken är en fixpunkt till en funktion en punkt som avbildas på sig själv, det vill säga en punkt {\displaystyle a} sådan att {\displaystyle f(a)=a} är en fixpunkt till {\displaystyle f(x)}.
För att hitta fixpunkter till en funktion {\displaystyle f(x)} kan man lösa ekvationen {\displaystyle f(x)=x}.
Alla funktioner har inte fixpunkter, exempelvis är {\displaystyle f(x)=x-1} fixpunktslös. I det fallet beskriver funktionen en linje som är parallell med linjen {\displaystyle y=x} och linjerna kommer därför aldrig att mötas.

## Attraktiva fixpunkter

Fixpunktsiteration för cosinus med begynnelsevärde -1

En attraktiv fixpunkt till en funktion {\displaystyle f} är punkt {\displaystyle x_{0}} sådan att för varje {\displaystyle x} i definitionsmängden till {\displaystyle f} som är tillräckligt nära {\displaystyle x_{0}} så konvergerar serien:
{\displaystyle x,f(x),f(f(x)),f(f(f(x))),...\,}
till {\displaystyle x_{0}}.
Cosinus har en fixpunkt och den är attraktiv. "Tillräckligt nära" i det här fallet innebär alla reella tal. Serien kommer för cosinus att konvergera mot 0,73909... Dock är inte alla fixpunkter attraktiva, till exempel så har funktionen {\displaystyle f(x)=2x} en fixpunkt i {\displaystyle x_{0}=0}, men i alla närheter av {\displaystyle x_{0}} (förutom just i {\displaystyle x_{0}}) kommer funktionen att avlägsna sig från {\displaystyle x_{0}} istället för att närma sig.
En fixpunkt {\displaystyle x_{0}} är garanterat attraktiv om {\displaystyle f} är kontinuerligt deriverbar i en omgivning till {\displaystyle x_{0}} och {\displaystyle |f\;'(x_{0})|<1},

## Fixpunktssatser
Det finns många fixpunktssater som garanterar att det finns en fixpunkt till en funktion under vissa omständigheter. Exempelvis Brouwers fixpunktssats och Borels fixpunktssats

## Relaterade koncept
- Egenvektor
- Idempotent
- Invariant